# Oprah Winfrey
Oprah Gail Winfrey (Kosciusko, 29 de janeiro de 1954) é uma apresentadora, jornalista, atriz, empresária, repórter, produtora, editora e escritora norte-americana. Foi considerada uma das mulheres mais poderosas do mundo e venceu múltiplos prêmios Emmy por seu programa The Oprah Winfrey Show, o talk show com maior audiência da história da televisão norte-americana.
É também uma influente crítica de livros, uma atriz indicada a um Oscar pelo filme A cor púrpura e editora da revista The Oprah Magazine. De acordo com a revista Forbes, Winfrey foi eleita a mulher mais rica do ramo de entretenimento no mundo durante o século XX, uma das maiores filantropas de todos os tempos e a primeira mulher negra a ser incluída na lista de bilionários, em 2003. Em 2010, é a única mulher a permanecer no topo da lista por quatro anos.
O The Oprah Winfrey Show foi transmitido durante vinte e cinco anos. Seu último programa foi ao ar em 25 de maio de 2011. Winfrey passou a dedicar-se à sua própria rede, Oprah Winfrey Network (OWN) e outros projetos pessoais.
Oprah foi a apresentadora mais bem paga da história da televisão estadunidense, ganhando cerca de 50 milhões de dólares por mês com todas as suas incumbências profissionais.

## Biografia

### Infância
Oprah Winfrey nasceu em Mississipi, nos EUA, numa família batista. Os pais eram um casal de adolescentes separados. Foi registrada como Oprah Gail Winfrey, em homenagem a Orpah, uma das pessoas no Livro de Rute. Winfrey diz que, devido a problemas na soletração ou pronuncia de Orpah, o "r" e o "p" foram invertidos em seu nome, por decisão de seus pais, que mudaram de ideia para seu nome, que seria Orpah, e ao registrá-la optaram por Oprah. Sua mãe, Vernita Gail Lee, era dona-de-casa. Seu pai se chama Vernon Winfrey e atualmente vive em Boston, nos Estados Unidos.
O pai de Oprah estava nas Forças Armadas quando ela nasceu. Com uma gravidez inesperada, houve muitas brigas entre o casal: O pai de Oprah não queria ter filho naquele momento e nem tinha um namoro fixo com a mãe dela. Depois do nascimento, seu pai a registrou, apesar de não morar junto com a filha, raras vezes a visitava. A mãe de Oprah, já sozinha desde a gravidez, viajou para o norte dos EUA para trabalhar quando a menina completou poucos meses de vida, e assim Oprah passou os seis primeiros anos de vida longe da mãe, morando num sítio, numa zona rural bastante pobre, com a avó materna, Hattie Gail Mae. O pai raramente ia visitá-la, pois estava morando longe da cidade. A mãe lhe telefonava às vezes. A avó de Oprah ensinou-a a ler antes de ter cinco anos, e levava-a para a igreja, onde recebeu a alcunha "A Pregadora", pela habilidade de recitar versos da Bíblia. Quando Oprah era ainda criança, a avó batia-lhe muito se não soubesse cantar e recitar corretamente os versos bíblicos ou quando comportava-se mal de qualquer maneira.
Com seis anos, a mãe de Oprah voltou para buscá-la. Ela se mudou para um bairro humilde, na cidade de Milwaukee, no Wisconsin com a mãe, que foi menos rigorosa para Oprah do que a avó tinha sido, em grande parte devido ao longo horário de trabalho, onde Oprah ficava o dia inteiro só em casa. Sua mãe a sustentava sozinha, já que seu pai lhe dava uma pensão muito pequena.
Aos 8 anos, ela foi batizada em uma igreja batista.
Em 1963, aos nove anos de idade, Oprah passou a ser molestada por seu tio e seus primos adolescentes, que foram morar com ela e sua mãe. Eles eram parentes de sua mãe, e batiam na menina, além de a estuprarem com frequência, um grande trauma para Oprah que, ameaçada, nada podia relatar aos pais.

### Juventude
Apesar da vida difícil, Oprah sempre se dedicou aos estudos, querendo mudar de vida. Aos 13 anos fez uma prova e ganhou uma bolsa de estudos na Nicolet High School, uma das melhores escolas públicas da cidade de Milwaukee. Cansada de sofrer abusos sexuais desde criança, Oprah terminou o ensino fundamental e fugiu de casa, desesperada e infeliz.
Ao sair de casa, pôde contar com a ajuda de sua melhor amiga, que havia conhecido na escola. Ela foi morar na casa dela, que ficava na mesma cidade em que vivia, Milwaukee, e a família de sua amiga a acolheu. Quando fez catorze anos, já há seis meses morando com a amiga, conheceu seu primeiro namorado, um rapaz de dezoito anos, por quem se apaixonou perdidamente. Após três meses de namoro, Oprah ficou desesperada ao descobrir-se grávida. O namorado não aceitou a gestação, e após agredi-la e tentado obrigá-la a abortar, a abandonou grávida, após ela recusar-se a tirar seu filho, o que gerou uma profunda depressão na jovem. Seus pais, a essa altura, já sabiam que ela estava morando com a amiga e ela, por telefone, relatou a mãe o motivo pelo qual fugiu de casa, e assim seu tio e primos foram presos. A mãe pediu para ela voltar, mas Oprah disse que estava grávida e que foi abandonada pelo namorado, mas que estava bem na casa da amiga. Esse fato deixou os pais de Oprah muito chocados com o que houve a filha.
Os meses se passaram, Oprah vivia triste e não se cuidava direito na gestação, não indo a médicos e ficando só em casa, muito triste. Aos sete meses de gestação entrou em trabalho de parto, e sofrendo muito, deu à luz de parto normal a um menino, para sua felicidade, e também medo, porém, o menino teve complicações por ser prematuro, e devido a má formação do pulmão, desenvolveu uma insuficiência respiratória, falecendo poucas horas após o nascimento, para desespero total de Oprah, que entrou mais ainda em depressão, e a partir deste dia decidiu nunca mais querer ter um filho.
Após tudo isso, a mãe a consolou, e Oprah decidiu mudar de estado, e saiu de Milwaukee, em Wisconsin, e foi morar com o pai em Nashville, no Tennessee. Ela percebeu que sua família se distanciou mais dela e a tratavam friamente, e ela ficou achando que foi o fato de ter engravidado cedo, mas não tinha certeza. Oprah voltou a estudar, para terminar o ensino médio, e se tornou cada vez mais dedicada e popular entre os colegas de escola, chegando a ganhar o concurso juvenil de "A Garota Mais Legal da Escola".
Com 17 anos, no último ano colegial, ganhou o concurso de beleza de seu bairro, por ser uma jovem que sempre chamou atenção por sua aparência física e personalidade forte. Nessa época, refez sua vida, e sentiu-se segura para ter um novo relacionamento amoroso. Ela, então, namorou sério alguns rapazes, e aos fins de semana saía com alguns casos esporádicos, chegando a dormir fora de casa, e o pai não gostava deste comportamento, o que gerava constantes atritos, visto que seu pai era um homem conservador. Nesta época voltou a viver com sua mãe, que havia se mudado para a mesma cidade que seu pai vivia, o que não dificultaria a jovem de terminar seus estudos onde já estava.
Após terminar o colégio, Oprah foi aprovada em um concurso de locução, que lhe garantiu uma bolsa de estudos na Universidade do Tennessee, uma universidade historicamente negra, onde estudou Comunicação Televisiva. Ela também atraiu o interesse da rádio local, WVOL, que a contratou para transmitir as notícias de plantão. Oprah trabalhou nessa rádio nos seus dois primeiros anos na faculdade.
A escolha de Oprah pela mídia não surpreendeu sua família, em especial sua avó, que dizia que Oprah tinha o dom de falar em público. Oprah posteriormente reconheceu a influência da sua avó, dizendo que ela sempre a incentivou a falar em público "deu-me uma imagem positiva de mim mesma".
Já trabalhando na mídia local, Oprah era a mais jovem e a única negra a ocupar o cargo de âncora de um jornal da cidade de Nashville. Em busca de independência financeira e pessoal, saiu da casa de sua mãe, em Nashville, e mudou-se sozinha, novamente para outro estado, indo viver na cidade de Baltimore, em Maryland, no ano de 1976, após ser convidada para trabalhar como repórter e apresentadora em um jornal local. Lá, ela atuou ao lado de Richard Sher no programa de entrevistas People are Talking, que estreou no dia 14 de agosto de 1978. Também liderou o Dialing for Dollars.

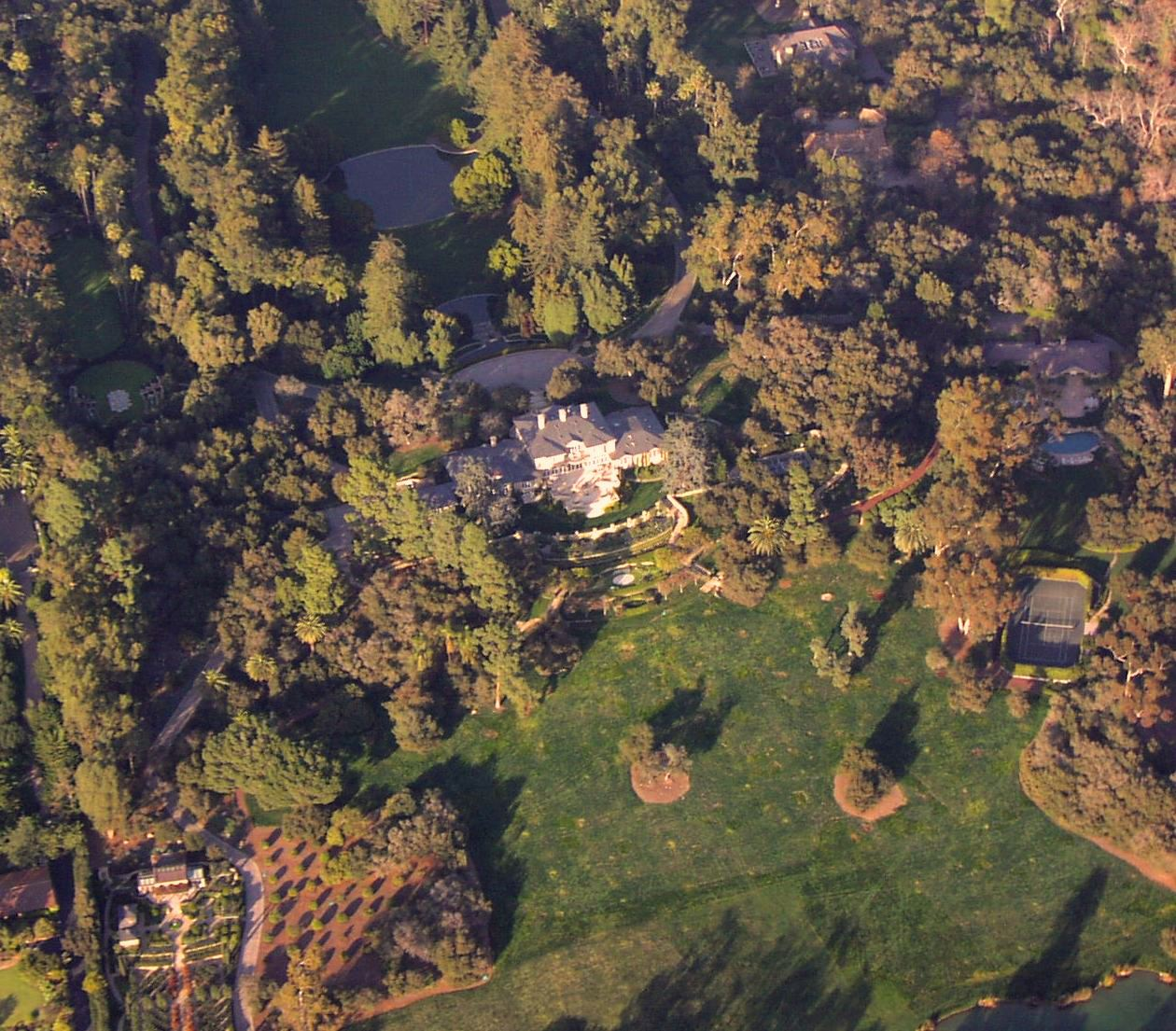
Mansão de Oprah em Montecito, na Califórnia

### Residências
Oprah reside atualmente na "The Promised Land" (em português A Terra Prometida), uma propriedade de 170 mil metros quadrados localizada em Montecito no Condado de Santa Bárbara, Califórnia. Oprah também possui uma casa em Lavallette em Nova Jérsei, um apartamento em Chicago, uma propriedade na Fisher Island em Miami, uma mansão em Douglasville na Geórgia, uma casa de inverno em Telluride no Colorado, uma casa de veraneio na ilha Maui no Havai e uma residência na Antígua. No todo, seu património, em 2010, foi avaliado pela revista Forbes em € 1,95 bilhão.

### União Estável e Relações Familiares
Após ter tido diversos namorados e noivos, Oprah iniciou um relacionamento sério com o empresário Stedman Graham, em 1986. Eles foram morar juntos nesse mesmo ano, após seis meses de namoro. Eles planejaram oficializar a união conjugal em uma cerimônia civil em novembro de 1992, mas desmarcaram, devido a falta de tempo, por trabalharem demais e estarem viajando constantemente. Até hoje estão juntos, em uma união estável. Oprah já declarou publicamente que nunca mais quis ter filhos biológicos, e também não pretende adotar, pois sua carreira profissional tornou-se a prioridade de sua vida, depois de seu marido, informando em entrevistas que possui um carinho maternal por suas suas alunas sul-africanas da "Oprah Winfrey Leadership Academy for Girls".
Oprah disse a uma revista que acha que seus pais passaram a tratá-la friamente após sua gravidez precoce, e que a relação que já era distante, distanciou-se mais ainda. Oprah tinha um único meio-irmão por parte de pai, mais jovem que ela, que era homossexual, tendo morrido ainda jovem em consequência de doenças oportunistas, em decorrência do contágio com o vírus HIV. Ela o ajudou muito, tanto emocionalmente quanto financeiramente, visto que a família o abandonou, a mesma família que também não quis ajudá-la.
Amigos
A mesma possui muitos amigos pelo mundo, incluindo muitos famosos e grandes políticos, como o ex- presidente dos EUA, Barack Obama.

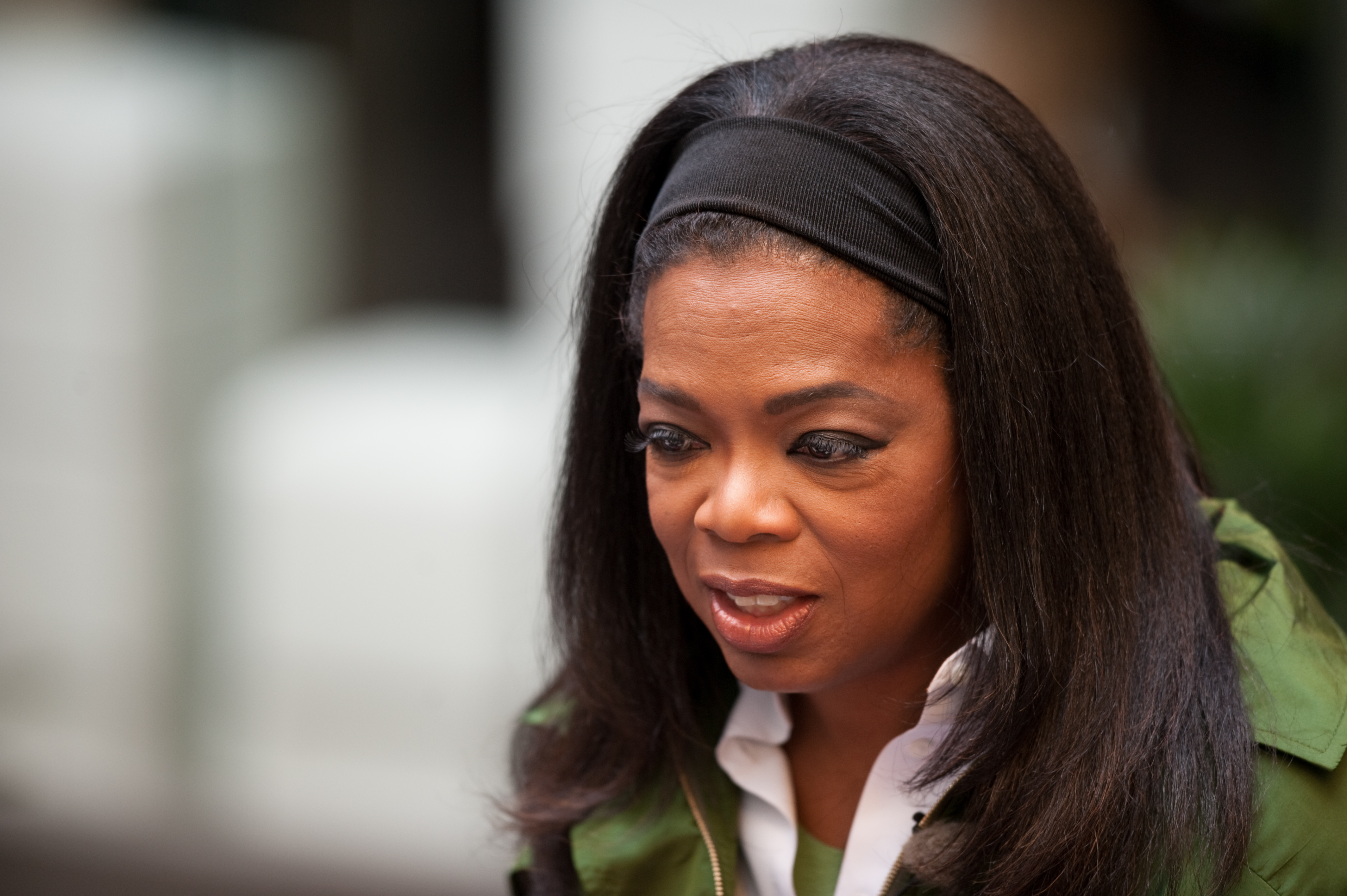
Oprah em 2017, durante visita à Dinamarca

### Saúde
Para comemorar o seu 40.º aniversário Oprah correu a maratona Marine Corps Marathon, completando a distância em 4 horas, 29 minutos e 20 segundos. Em 16 de outubro de 2007, Oprah diagnosticou um problema na sua tiroide.
| “ | No final de maio eu me sentia tão cansada que não percebi o que estava acontecendo em minha vida. Acabei indo para a África para visitar minhas lindas 'filhas' durante um mês. Mas, ainda assim, estava muito cansada e resolvi consultar um médico e finalmente descobri o distúrbio na minha tiroide. [carece de fontes?] | ” |

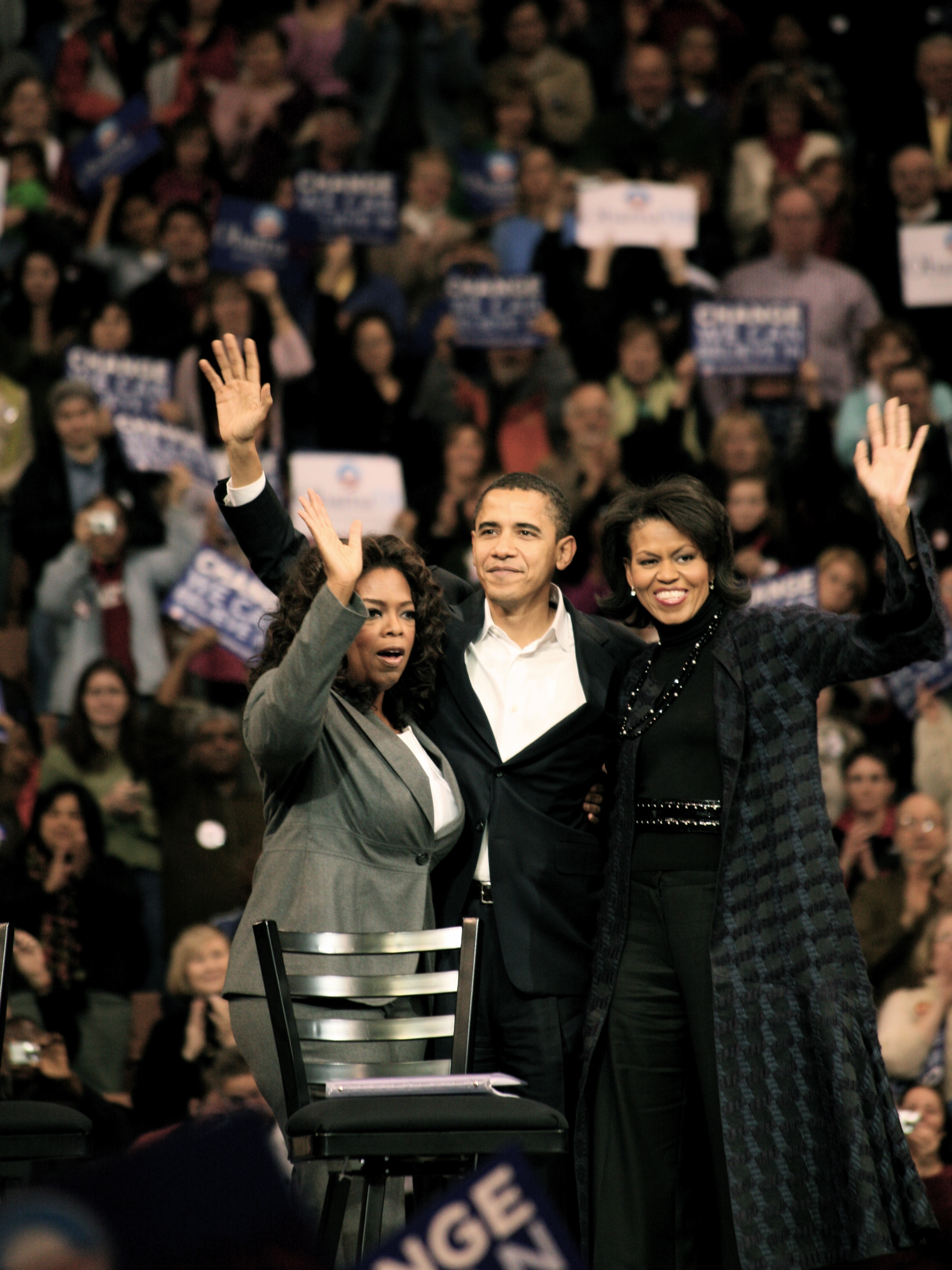
Oprah abraça os Obama na disputa pelo cargo de presidente

### Religião
Oprah foi criada na Igreja batista. Em sua juventude, falava em congregações locais, principalmente afro-americanas da Convenção Batista do Sul. Ela foi citada como tendo dito: "Eu tenho igreja comigo mesma: tenho igreja andando na rua. Acredito na força de Deus que vive dentro de todos nós, e uma vez que você explique isso, poderá fazer qualquer coisa". Ela também declarou: "Dúvida significa não. Quando você não sabe o que fazer, não faça nada até saber o que fazer. Porque a dúvida é sua voz interior ou a voz de Deus ou o que você escolher. É o seu instinto tentando lhe dizer que algo está errado. Foi assim que me vi liderada espiritualmente, porque essa é a sua voz espiritual dizendo para você, 'vamos pensar nisso'. Então, quando você não souber o que fazer, não faça nada". Oprah declarou que ela é cristã e seu verso favorito da Bíblia é Atos 17:28.
Em 2002, a Christianity Today publicou um artigo intitulado A Igreja de O (em inglês The Church of O) falando sobre a influência espiritual que Oprah tinha sobre seus fãs.
Em 2015, se identifica como cristã e frequenta o culto na a igreja evangélica The Potter's House Church em Dallas, Texas.

### Política
Oprah exerceu uma considerável influência política durante a candidatura de Barack Obama ao cargo de Presidente dos Estados Unidos em 2008, sendo esta a primeira vez em que Oprah apoiou algum político. Oprah demonstrou primeiramente seu apoio aos Obama na sua residência em Montecito, Califórnia e desde então Oprah acompanhou os Obama em todos os seus comícios políticos na Carolina do Sul, Iowa, Nova Hampshire, Texas, Michigan e Kansas. Em 2008, Barack Obama ofereceu sua cadeira no Senado dos Estados Unidos para Oprah.

## Carreira

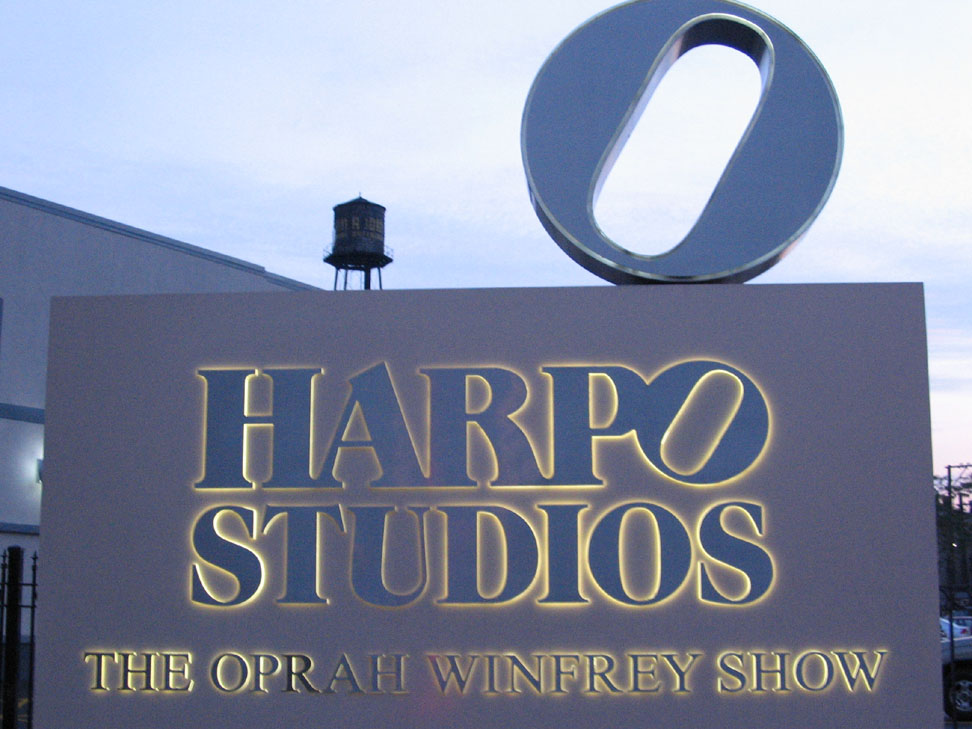
Harpo Studios em Chicago, onde era gravado o The Oprah Winfrey Show.

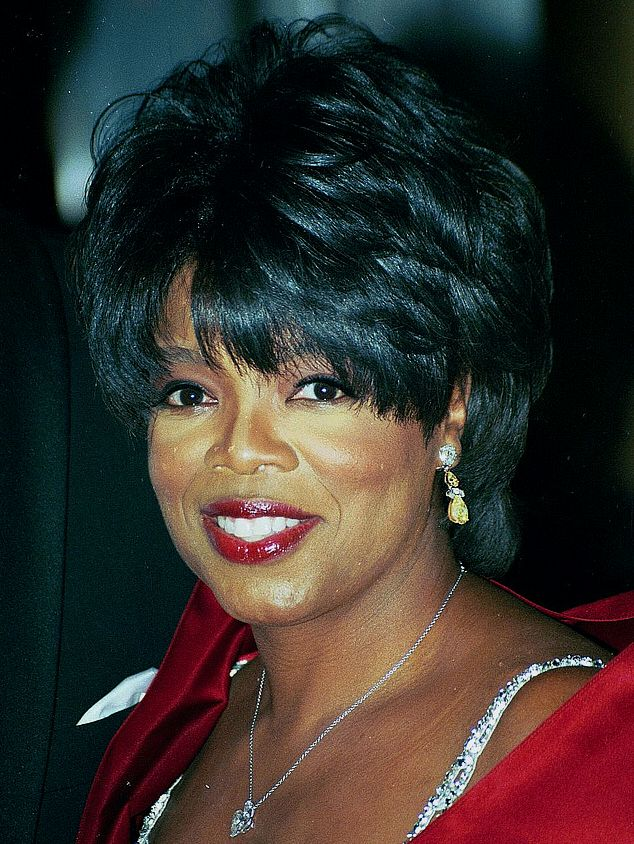
Oprah Winfrey em 1997

### Televisão
Em 1983, Oprah se mudou para Chicago liderar o talk show matinal AM Chicago, que teve seu primeiro episódio exibido no dia 2 de janeiro de 1984. Dentro de poucos meses, o programa de Oprah se tornou o mais visto da região de Chicago superando o concorrente The Phil Donahue Show. O sucesso foi tanto que a emissora concedeu uma hora inteira de duração ao talk show que foi rebatizado de Oprah Winfrey Show e passou a ser transmitido para todo o país em setembro de 1986. Já tendo superado os concorrentes locais Oprah duplicou sua audiência nacional, superando Donahue no ranking de talk show mais visto dos Estados Unidos.[carece de fontes?]
O sucesso foi tanto que a revista Time publicou: "Poucas pessoas apostaram que Oprah Winfrey teria uma rápida ascensão na mídia televisiva. Em uma área de trabalho dominada por homens brancos e mulheres brancas, ela é uma negra de preferência majoritária… Ela não é concorrência para Paul Donahue…Trata-se do talk show como uma sessão terapêutica." Em meados de 1990, Oprah adotou um programa em formato de tabloide tratando sobre doenças cardíacas e assuntos religiosos e entrevistando pessoas de origem humilde.
Em 10 de fevereiro de 1993, Oprah conseguiu uma rara e altamente esperada entrevista com o Rei do Pop Michael Jackson que se tornou o segundo evento mais assistido da história da TV mundial em todos os tempos (e efetivamente, a maior audiência da carreira de Winfrey), com uma plateia recorde de 600 milhões de pessoas assistindo o programa de todas as partes do mundo, simultaneamente. O especial, intitulado "Michael Jackson talks... to Oprah", foi ao ar, ao vivo, da mansão do cantor, Neverland Valley, localizado no Condado de Santa Barbara, na Califórnia.
Em 2004, outro fato marcante ocorreu, quando Oprah distribuiu carros Pontiac G6 para toda a plateia, totalizando 276 veículos doados pela Pontiac como parte de um acordo publicitário.
Oprah assinou contrato com a emissora ABC para estender o programa até a temporada 2010-2011. Se o programa continuar a ser produzido além desta temporada terá um total de 25 anos de existência. Pelo contrato, a última temporada (2011) ficou estabelecida com 130 episódios, dez a menos que a quantidade produzida normalmente.
A edição de 2004 do Prêmio Nobel da Paz foi apresentado por Oprah ao lado do ator Tom Cruise. O evento também contou com participações especiais de Cyndi Lauper, Andrea Bocelli, Joss Stone e outros artistas.
Oprah também foi mencionada muitas vezes em Drake & Josh, onde também fez uma participação especial. Na série, Josh é muito fã da mesma.

### Cinema
Oprah atuou pela primeira vez em 1985 no filme de Steven Spielberg A Cor Púrpura. No ano seguinte Oprah foi indicada ao Oscar de melhor atriz coadjuvante mas perdeu para Angelica Huston. Em 1998 Oprah estrelou o filme 'Beloved', que apesar do sucesso em Hollywood perdeu um total de 30 milhões de dólares. Também dublou em A Menina e o Porquinho de 2006, Bee Movie de 2007 e A Princesa e o Sapo, de 2009. Atuou também no filme O Mordomo da Casa Branca, de 2.013. Em 2018 estará no filme ´´A Wrinkle In A Time`` ou em português ´´Uma Dobra No Tempo`` sendo uma das diversas criaturas sobrenaturais do filme ´´Mrs. Which``.

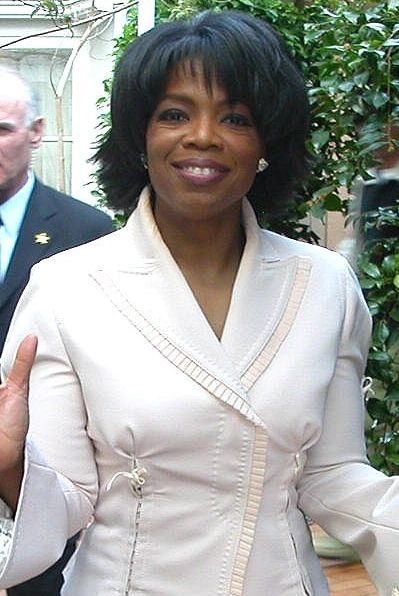
Oprah em 2004

### Livros e Revistas
Oprah é dona de duas revistas, "O, The Oprah Magazine" e "O at Home". Também já produziu cinco livros e está produzindo um novo livro de auto-estima que é considerado o mais lucrativo e caro de todos os tempos, só perdendo para a auto biografia de Bill Clinton intitulada My Life. A revista de Oprah lucra cerca de 63 mil dólares por ano (bem acima da média de revistas femininas).

### Rádio
Em 9 de fevereiro de 2006 foi anunciado que Oprah havia assinado um contrato de três anos com a 'XM Satellite Radio' envolvendo 55 milhões de dólares com o objetivo de criar um novo canal radiofônico intitulado Oprah and Friends. O canal estreou no dia 25 de setembro do mesmo ano.

### Internet
Oprah possui o site Oprah.com, criado pela produção da apresentadora e fornece recursos e informações sobre o programa e a vida de Oprah. O site recebe cerca de 70 milhões de visitas por mês e 20 mil mensagens por semana.

### Canal de TV
Em 2008 Oprah e a Discovery Communications anunciaram planos para transformar o canal Discovery Health em um canal especial dedicado inteiramente a Oprah, intitulado de OWN (The Oprah Winfrey Network), que estreou no dia primeiro de Janeiro de 2011.

### Programa de TV
No dia 20 de novembro de 2009, Oprah Winfrey anunciou e confirmou o fim do seu programa para 2011, depois de mais de vinte anos no ar pelo canal de TV estadunidense ABC. O anúncio emocionado da apresentadora foi feito ao vivo nos minutos finais de seu programa "The Oprah Winfrey Show". Segundo Oprah, a decisão foi tomada "depois de muita oração e meses de análises cuidadosas". Ela disse ainda: "Eu amo este programa, e amo o bastante para saber quando é hora de dizer adeus".

## Patrimônio
Oprah por muitos anos foi considerada a mulher mais bem paga do mundo do entretenimento.
Seus ganhos foram:
- 2004: US$ 210 milhões
- 2005: US$ 225 milhões
- 2006: US$ 225 milhões
- 2007: US$ 260 milhões
- 2008: US$ 275 milhões
- 2009: US$ 275 milhões
- 2010: US$ 315 milhões
- 2011: US$ 290 milhões
- 2012: US$ 165 milhões
- 2013: US$ 177 milhões

A maior parte dos ganhos da Oprah vinha do seu talk show, que acabou em 2012. Por isso seus ganhos de 2013 foram menores do que nos anos anteriores. É esperados que em 2014, ela ganhe mais do que em 2013, já que a OWN network seu canal de televisão, deve começar a ter lucro.
Oprah tem um patrimônio avaliado em US$ 4 bilhões.

## Filmografia

### Como atriz
| Ano     | Título                               | Personagem                     | Notas |
| ------- | ------------------------------------ | ------------------------------ | --- |
| 1985    | The Color Purple                     | Sofia                          | Indicada – Oscar de Melhor Atriz Coadjuvante Indicada – Globo de Ouro de Melhor Atriz Coadjuvante – Cinema Indicada – Los Angeles Film Critics Association Award de Melhor Atriz Coadjuvante |
| 1986    | Native Son                           | Sra. Thomas                    | |
| 1989    | The Women of Brewster Place          | Mattie Michael                 | Minissérie de TV |
| 1990    | Brewster Place                       | Mattie Michael                 | Série de TV |
| 1992    | Lincoln                              | Elizabeth Keckley              | Dublagem; Telefilme (ABC) |
| 1992    | There Are No Children Here           | LaJoe Rivers                   | Telefilme (ABC) |
| 1997    | Ellen                                | Terapeuta                      | "The Puppy Episode: Part 1" (#4.22) "Part 2" (#4.23) |
| 1997    | Before Women Had Wings               | Zora Williams                  | Telefilme (ABC) |
| 1998    | Beloved                              | Sethe                          | Produtora; Indicada – NAACP Image Award de Melhor Atriz no Cinema |
| 1999    | Our Friend, Martin                   | Coretta Scott King             | Dublagem; Filme direto para vídeo |
| 2006    | Charlotte's Web                      | Gussy, a Gansa                 | Dublagem |
| 2007    | Bee Movie                            | Juíza Bumbleton                | Dublagem |
| 2009    | The Princess and the Frog            | Eudora                         | Dublagem |
| 2010    | Sesame Street                        | O                              | Dublagem; "The Camouflage Challenge" |
| 2013    | The Butler                           | Gloria Gaines                  | African-American Film Critics Association Award de Melhor Atriz Coadjuvante; Festival Internacional de Cinema de Santa Bárbara — Montecito Award; Indicada – BAFTA Award de Melhor Atriz Coadjuvante; Indicada – Black Reel Award de Melhor Atriz Coadjuvante; Indicada – Broadcast Film Critics Association Award de Melhor Atriz Coadjuvante; Indicada – Denver Film Critics Society Award de Melhor Atriz Coadjuvante; Indicada – NAACP Image Award de Melhor Atriz Coadjuvante; Indicada – Phoenix Film Critics Society Award de Melhor Atriz Coadjuvante; Indicada – Satellite Award de Melhor Atriz Coadjuvante no cinema; Indicada – Screen Actors Guild Award de Melhor Atriz Coadjuvante; Indicada – Screen Actors Guild Award de Melhor Elenco no cinema |
| 2014    | Selma                                | Annie Lee Cooper               | Produtora; Women Film Critics Circle Award de Melhor Estrela Feminina de Ação; Indicada – Oscar de melhor filme; Indicada – Independent Spirit de melhor filme; Indicada – NAACP Image Award de Melhor Atriz Coadjuvante no Cinema |
| 2016–17 | Greenleaf                            | Mavis McCready                 | Série de TV; Produtora executiva |
| 2017    | The Immortal Life of Henrietta Lacks | Deborah Lacks                  | Telefilme; Produtora executiva; Indicada – NAACP Image Award de Melhor Atriz em Telefilme, Série Limitada ou Especial Dramático; Indicada – Primetime Emmy Award de Melhor Telefilme |
| 2017    | The Star                             | Deborah, o Camelo              | Dublagem |
| 2018    | A Wrinkle in Time                    | Sra. Which                     | |
| 2018    | Crow: The Legend                     | Aquela Que Cria Tudo Pensando  | Dublagem |
| 2018–19 | The Handmaid's Tale                  | Locutora da Radio Free America | Dublagem |
| TBA     | Six Triple Eight                     |                                | Filmando |

### Como ela mesma
| Ano           | Título                                                  | Personagem                | Notas                                                                 |
| ------------- | ------------------------------------------------------- | ------------------------- | --------------------------------------------------------------------- |
| 1986          | Saturday Night Live                                     | Ela mesma (apresentadora) | Episódio: "Oprah Winfrey/Joe Jackson"                                 |
| 1986–2011     | The Oprah Winfrey Show                                  | Ela mesma                 | Talk show de televisão                                                |
| 1987          | Throw Momma from the Train                              | Ela mesma                 | Filme                                                                 |
| 1990          | Gabriel's Fire                                          | Ela mesma                 | Episódio: "Tis the Season"                                            |
| 1992          | The Fresh Prince of Bel-Air                             | Ela mesma                 | Episódio: "A Night at the Oprah"                                      |
| 1995          | All-American Girl                                       | Ela mesma                 | Episódio: "A Night at the Oprah"                                      |
| 1999          | Home Improvement                                        | Ela mesma                 | Episódio: "Home Alone"                                                |
| 1999          | The Hughleys                                            | Ela mesma                 | Episódio: "Milsap Moves Up"                                           |
| 2005          | Desperate Housewives: Oprah Winfrey Is the New Neighbor | Ela mesma, Karen Stouffer | Segmento do The Oprah Winfrey Show, exibido em 3 de fevereiro de 2005 |
| 2007          | Ocean's Thirteen                                        | Ela mesma                 | Filme                                                                 |
| 2008          | 30 Rock                                                 | Ela mesma/Pam             | Episódio: "Believe in the Stars"                                      |
| 2011–18       | Oprah's Master Class                                    | Ela mesma                 | reality show da OWN                                                   |
| 2011–14       | Oprah's Lifeclass                                       | Ela mesma                 | show de autoajuda da OWN                                              |
| 2011–presente | Super Soul Sunday                                       | Ela mesma                 | show de espiritualidade da OWN                                        |
| 2012–15       | Oprah Prime                                             | Ela mesma                 | programa de entrevista da OWN                                         |
| 2012–17       | Oprah: Where Are They Now?                              | Ela mesma                 | reality show da OWN                                                   |
| 2019          | A Beautiful Day in the Neighborhood                     | Ela mesma                 | Arquivo de filmagem                                                   |
| 2019–presente | Oprah's Book Club                                       | Ela mesma                 | show do clube do livro do Apple TV+                                   |
| 2020–presente | Oprah Talks COVID-19                                    | Ela mesma                 | programa de entrevista da Apple TV+                                   |
| 2020–presente | The Oprah Conversation                                  | Ela mesma                 | talk show da Apple TV+                                                |
| 2020          | Between the World and Me                                | Ela mesma                 | Especial HBO – adaptação do livro                                     |
| 2021          | Tina                                                    | Ela mesma                 | Documentário                                                          |
| 2021          | Oprah with Meghan and Harry                             | Ela mesma                 | Especial do horário nobre da CBS                                      |
| 2021          | The Me You Can't See                                    | Ela mesma                 | série documental da Apple TV+                                         |
| 2021          | Adele One Night Only                                    | Ela mesma                 | Especial do horário nobre da CBS                                      |
| TBD           | Oprah Winfrey Documentary                               | Ela mesma                 | Apple TV+                                                             |